# Mati Hrvatska
Mati Hrvatska je narodna alegorija i personifikacija Hrvatske u obliku žene.
Hrvatska je kroz povijest bila sredstvo nadahnuća hrvatskim slikarima, piscima i pjesnicima, na temelju čega su nastali njeni alegorijski prikazi. Raniji poznati alegorijski prikazi Hrvatske se pojavljuju hrvatskoj baroknoj književnosti i čakavskim pučkim pjesmama pod imenom Mare te lipa Mare. Najplodnije doba nastanka umjetničkih djela s alegorijskim prikazima Hrvatske su 19. stoljeće i prva polovica 20. stoljeća.
Uz imena Mati Hrvatska i (lipa) Mare, za alegoriju Hrvatske su (bila) rabljena imena: Croatia (lat.), Majka Domovina, lipa Kaja, itd.

## Umjetnički prikazi
Postoje razne umjetničke predodžbe Mati Hrvatske u različitim raspoloženjima (borbenost, tuga, sreća, ...) predstavljenih ovisno o temama djela te okolnostima u kojima su djela nastala. Obično je predočena kao žena odjevenu u haljinu narodne nošnje ili stolu sa željeznim oklopom na trupu tijela, ponegdje s maramom ili klobukom i trobojnom vrpcom, s hrvatskim grbom kao štitom, te ponegdje s mačom u ruci. U pisanim djelima joj se pridodaju majčinske osobine.

### SlikaAntemurale Christianitatis
Najpoznatiji primjer alegorijskog prikaza Hrvatske je djelo Antemurale Christianitatis Ferdinanda Quiquereza iz 1892. godine.
U toj slici, Mati Hrvatska na kosi nosi lovorov vijenac, na uzdignutoj desnoj ruci nosi plameni mač, a u lijevoj ruci nosi štit s hrvatskim grbom sa zabodenim strijelicama, te nosi stolu sa željeznim oklopom na trupu tijela. Prikazana je kako u borbi odbija otomanske osvajače, a iza nje se nalaze značajni predstavnici zapadnoeuropske kulture: Rafael, Dante Alighieri, Michelangelo, Galileo, Molière i William Shakespeare, dok se u pozadini nalazi kupola rimske bazilike sv. Petra.
U kasnijoj reprodukciji, vjerojatno nastaloj u hrvatskom iseljeništvu, Mati Hrvatska na uzdignutoj desnoj ruci, umjesto plamenog mača nosi zapaljenu baklju (kao simbol svjetla i prosvijetljenosti) i nacrtana je u crno-bijeloj boji (osim grba na štitu), a iza nje se, umjesto izvornih motiva, nalazi trobojni zemljovid Velike Hrvatske, s označenim gradovima i nazivom države.

### Nadgrobni spomenik Anti Starčeviću
Nadgrobni spomenik Anti Starčeviću kipara Ivana Rendića, skupa s raznim motivima hrvatskih državnih simbola i bistom Ante Starčevića, uključuje i figuru Mati Hrvatske, prikazanu kako drži stisnute šake umorne od trganja okova, u narodnoj nošnji i sa željeznim oklopom na trupu tijela, i na njenoj nošnji, s njene desne strane, je položena kruna sv. Stjepana.

### Pjesme
Ovdje su navedeni primjeri nekih pjesama posvećenih Mati Hrvatskoj i pjesama u kojima se ona spominje:
- „Croatio, iz duše te ljubim” (Ante Sikirić)
- „Himna HOS-a” (Boško Landeka)
- „Majka Hrvatska” (Hrvatin Bunjevčev Slatinjanin)
- „Hrvatska mati me rodila” (Tomislav Brajša)
- „Hrvatska rapsodija” (Anka Petričević)
- „Hrvatskoj domovini” (Gjuro Stjepan Deželić)
- „Još Horvatska ni propala” (Ljudevit Gaj)
- „Lipa Kaja” (Marko Perković Thompson)
- „Marina kruna” (čakavska pučka pjesma iz Istre i Krka)
- „Oj Hrvatska mati”
- „Sretan povratak” (pjesma s otoka Silbe)
- „Upropaštena divojka” (gradišćansko-hrvatska pjesma iz Sabare)
- „Zavjet” (Silvije Strahimir Kranjčević)

## Poveznice
- Domovina
- Domoljublje
- Hrvatski nacionalizam
- Velika Hrvatska